# Extrativismo na Europa
Na atividade extrativa, os produtos mais importantes do continente europeu são: petróleo, carvão, minério de ferro e manganês. O petróleo é explorado no continente e no oceano. Além da Rússia (parte européia) e do Azerbaijão, outra região rica em petróleo é o Mar do Norte, onde a exploração é controlada pelo Reino Unido e Noruega. No entanto, em razão do elevado consumo, a maior parte dos países europeus é grande importadora desse produto. O carvão é extraído em maior quantidade na Ucrânia, no Reino Unido, na Alemanha e na Polônia. A descoberta de sua utilidade como fonte energética e como componente para a produção de aço permitiu, no século XVIII, o desenvolvimento da atividade industrial. O ferro é explorado principalmente na parte européia da Rússia, na França e na Suécia. O manganês tem como principais produtores a Rússia e a Ucrânia, além da Romênia e da Hungria. Na Estônia há importantes reservas de xisto betuminoso, bastante aproveitado para geração de energia após ser transformado em petróleo de xisto. Em virtude do elevado grau de industrialização, das características geológicas dos territórios e da História de exploração mineral milenar, os países europeus são dependentes de uma série de minerais essenciais à atividade industrial. A maior parte dos países importa minerais metálicos (ferro, manganês, bauxita e estanho), necessários às atividades metalúrgicas e siderúrgicas e, consequentemente, a uma série de mercadorias de bens de consumo duráveis, máquinas e equipamentos industriais. Porém países europeus como o Reino Unido, Suécia e Finlândia exportam bastante minérios para a China.

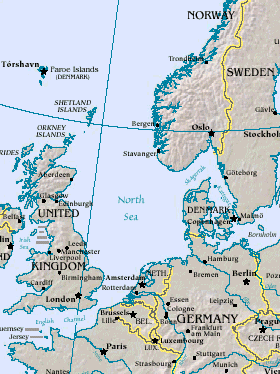
Mapa do Mar do Norte, grande produtor de petróleo da Europa.

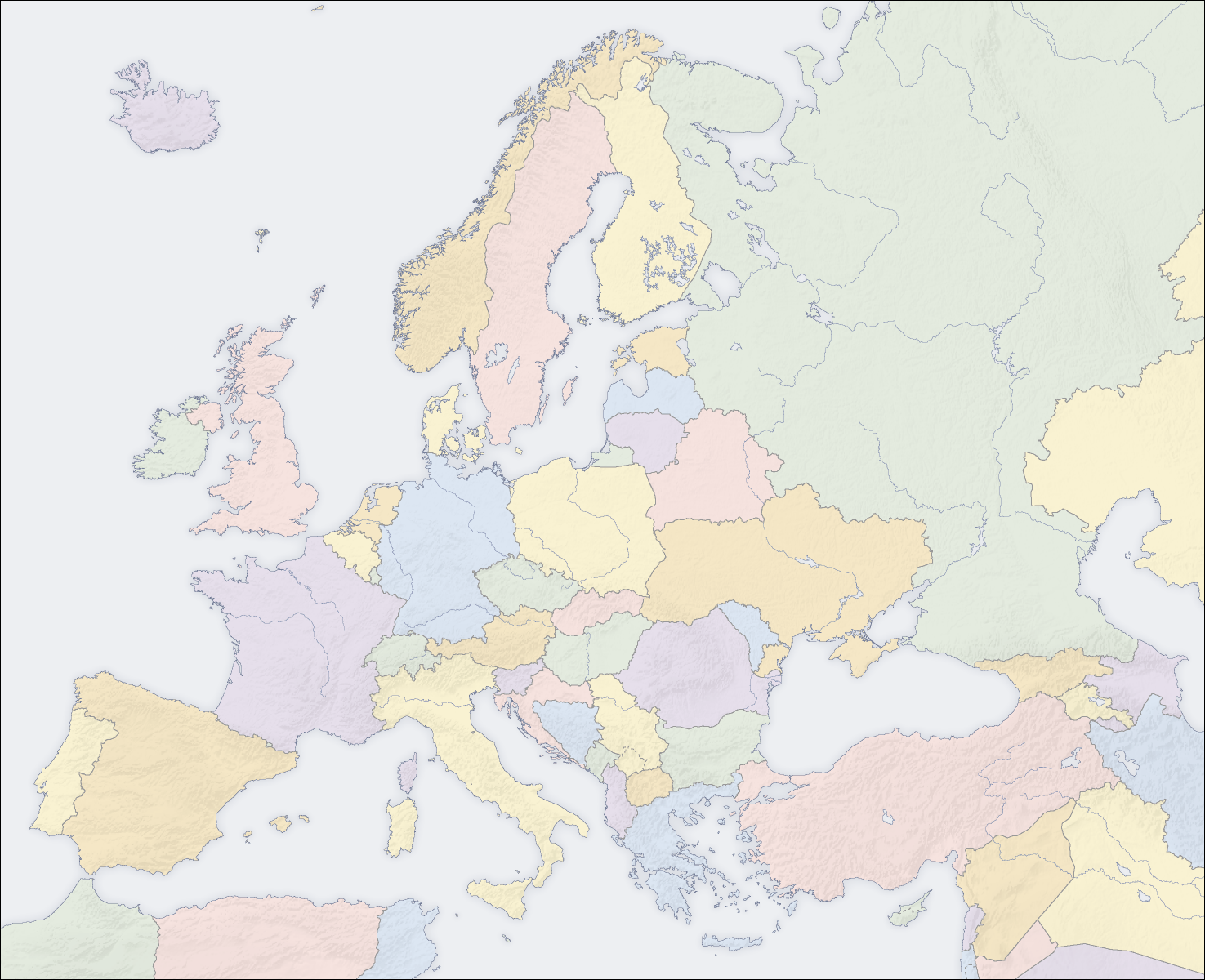
Mapa político da Europa.